# Iglesia de la Asunción de Nuestra Señora (Carabaña)
La iglesia de la Asunción de Nuestra Señora es un inmueble de la localidad española de Carabaña, en la provincia de Madrid.

## Descripción
El edificio se encuentra en la localidad española de Carabaña, en la provincia de Madrid. Se menciona como iglesia parroquial del lugar en el segundo volumen de la Historia de Madrid y de los pueblos de su provincia (1921) de Juan Ortega Rubio, donde aparece descrita con las siguientes palabras:

La iglesia está dedicada a la Asunción y su fábrica debe ser de los comienzos de la Edad Moderna. La techumbre de la nave central y de las dos laterals recuerda el gusto mudéjar; el maderaje, con las vigas dobles y ligeras, descansa en bonitas zapatas, aunque escasas de adorno. Las tres naves, separadas por dos series de arcos, sostenidos por columnas de piedra, de orden corintio y muy esbeltas, cubrió de cal ignorante obrero, el cual debió quedar tan satisfecho de su trabajo, que lo hizo constar, escribiendo en sitio preferentes: Se blanqueó año de 1856. El crucero pertenece a otro orden de arquitectura: en el centro y sosteniendo los cuatro arcos sobre los que asienta cúpula achatada y sin lucerna, hay cuatro columnas jónicas adosadas a los muros, las cuales forman los ángulos del crucero. De sus hermosos capiteles, adornados con elegante voluta clásica, arrancan, con los mismos arcos y sirviéndoles de adorno, manojos de junquillos y molduras, que, repartiéndose con gracia por la bóveda del crucero, forman una serie de recuadros de mucho gusto y artística ejecución. En su interior, guarda el templo magnífico retablo en el altar mayor: en el crucero hay un retablo churriguesco y en el altar precioso cuadro de la Purísima Concepción, de tamaño natural, verdadera joya artística, atribuído al italiano Correggio; y al lado de este altar se halla otro, del mismo estilo, en el cual se venera la imagen del Santísimo Cristo de la Paz y de la Salud, patrón de la villa. La escultura del Santísimo Cristo es buena, hasta el punto que el citado profesor de primera enseñanza, Sr. González, opina que su autor fué el famoso artista sevillano Montañés. Diráse, para terminar, que en la iglesia se contempla una sepultura, en cuya lápida, de una pieza, se ve elegante escudo y la inscripción siguiente: Aquí está sepultado el ilustre capitán Diego de Barrientos. Falleció en el mes de julio de mil y quinientos y veinte y ocho años.
(Ortega Rubio, 1921, p. 119)